# General Enrique Godoy
General Enrique Godoy es una localidad argentina, en la provincia de Río Negro, en el departamento General Roca, entre Ingeniero Luis A. Huergo y Villa Regina.

## Ubicación
La localidad de General Enrique Godoy se encuentra en el Departamento de General Roca, Alto Valle de la Provincia de Río Negro, Argentina, ubicada entre la Ciudad de Villa Regina al Este y la Ciudad de Ingeniero Huergo al Oeste, distante a 40 km de la Ciudad de General Roca (cabecera del departamento homónimo). La localidad está dividida en zona urbana y zona rural, la ruta nacional RN 22 la divide en dos, al norte de la ciudad de General Enrique Godoy se encuentra la barda norte y al sur del ejido el río Negro.
El 7 de marzo de 1978 el entonces Intendente Municipal Sr. Raúl Blázquez convoca a la comunidad a la formación de una Comisión, la que tenía como objetivo recabar la mayor cantidad de documentación fehaciente que sirviera para establecer la fecha de fundación de la localidad. Esta comisión tendría que dictaminar al respecto y elevar las conclusiones al Gobierno Provincial quien tomaría una resolución. Se le denominó Comisión de Estudios de Antecedentes. La presidió el Intendente Raúl Blázquez, Secretario Juan Celedonio Joubert, miembros: Antonio Garrido, Lilia de González y Rivas, Vicente Candela, Miguel Reynoso y Antonio Sánchez. En vista de todos los antecedentes que figuran en el expediente municipal la Comisión estableció como fecha de fundación el 14 de Marzo de 1923 sujeto a aprobación del Gobierno Provincial. Este dio lugar a la propuesta municipal y dictó el Decreto n.° 768 de fecha 9 de noviembre de 1981 mediante el cual se estableció oficialmente como fecha de fundación de la localidad de General Enrique Godoy el 14 de marzo de 1923.

## Población
El censo 2022 arrojó 1.568 viviendas con una población estable de 4.695 habitantes en el municipio.
Los resultados definitivos del censo 2010 arrojaron que el municipio posee 3788 habitantes, dato que incluye barrios rurales alejados de la aglomeración principal y la población rural dispersa. La tasa de crecimiento demográfico con respecto al censo 2001 es -0,10%, es decir perdió población respecto del último censo en el que la población del municipio era de 3823 habitantes.
La localidad cuenta con 3,112 habitantes (Indec, 2010), lo que representa un incremento del 5,7% frente a los 2,944 habitantes (Indec, 2001) del censo anterior.
| Gráfica de evolución demográfica de General Enrique Godoy entre 1991 y 2022 |
|                                                                             |
| Fuente: Censos nacionales del INDEC                                         |

## Historia
De acuerdo con la publicación del libro SENDAS DE AYER, autor Juan Celedonio Joubert. 
'''Creación de la Comisión de fomento.'''
- El 18 de noviembre de 1935 se crea la Comisión de Fomento bajo Expte. n.º 6182-V- 1935 y se registra su creación como la Comisión de Fomento de General Enrique Godoy, se transcriben los artículos más destacados:
- Artículo primero: " Créase la comisión de Fomento de General Enrique Godoy ( Dpto. de GRAL. ROCA) señalándose el siguiente ejido.............".
- Artículo segundo:" Nombrase a los vecinos del lugar para constituir la Comisión de Fomento de referencia, por el término de dos años, señores Carlos Gutiérrez, Isaac Garrido, Antonio Della Schiava, Idelfonso Rodríguez Y Bernardo Ferricioni ".

- El 19 de diciembre de 1935 se fija el ejido de la localidad de General Enrique Godoy y lo hace el gobierno nacional debido a que por ese entonces este era territorio nacional, dice el artículo primero: " Fijase como ejido para la mencionada corporación la superficie de 3.250 hectáreas". Y define el deslinde con las chacras que abarca.
- La Primera Acta de asunción de las autoridades se realiza el 24 de diciembre de 1935, a partir de allí comenzó a funcionar como Comisión de Fomento, luego se transformaría en Municipio.

Sobre la historia de la localidad se han escrito cuatro libros. El primero denominado Para que no me olvides ( autores Juan Celedonio Joubert y Leticia Franco- Ilustrador Mario "Palomo" González), fechado en marzo de 1998 el segundo denominado Sendas de ayer, autor Juan Celedonio Joubert fue editado en marzo de 2005.Reeditado en el año 2012. Este libro contiene la historia institucional del municipio desde la fecha de su fundación año 1935 hasta la fecha de su edición, aunque se le ha incorporado un apéndice con los nombres y períodos de las autoridades que asumieron el 10 de diciembre de 2009. El tercer libro es: "Historia en fotografías" Editado en diciembre de 2009, cuenta con 60 fotografías. Los 3 libros aprobados por Ordenanza Municipal y declarados de Interés Cultural. La más antigua data del año 1925 y pertenece a los alumnos de la Escuela n.º 70 recién inaugurada (23-3-1925). Existen fotografías aportadas por "Pipi" Pérsico exalumno de la escuela e hijo del exdirector de ese establecimiento, docente Domingo Pérsico, momentos en que la escuela funcionaba en un edificio propiedad del Dr. Julio Rey Pastor-luego denominado bar de Petracca- hasta que tuvo su edificio propio (año 1953). Luego se encuentran fotografías clasificadas por décadas con sus respectivos comentarios. Existen fotos de los primeros Bomberos Voluntarios (año 1963/64)y también en momentos en que se construía el actual Cuartel de Bomberos. Sobre el Club Social y Deportivo Godoy se realiza un muestreo de fotos de distintos momentos deportivos y sociales vividos en el club. El 14 de marzo de 2010: fecha del 87.º aniversario de la localidad, en un acto especial, le fue obsequiado un ejemplar del libro Historia en Fotografía a la Sra. María Arbanas, ex docente de la Escuela n.º 70, y maestra titular entre los años 1946 a 1950. El libro reproduce fotografías de  época-también aportadas- por María Arbanas y el comentario respectivo. De la autoría de JC Joubert existe una cartilla denominada " Los gobernantes a través del tiempo"  1935-2023- 88 años de gobierno del Municipio de General Enrique Godoy y referencias históricas. " ... este documento  revela un importante aporte de la historia escrita y documentada del pueblo..." Elena San Martín ex integrante Tribunal de Cuentas y Elva Fernández de Jurado ex Concejal.           
El cuarto libro se titula "Protagonistas" publicado en febrero de 2023, con motivo del aniversario de los 100 años de la localidad ; declarado de Interés provincial por la Legislatura de la Pcia de Río Negro. 14-3-2024.-Editorial Yzur.  Fundamento de la ley. " En el mismo hace una armoniosa recopilación, desde que el pionero Dr. Julio Rey Pastor adquirió la totalidad de las tierras del sector que luego, abarcaría la zona urbana del pueblo de Gral. E. Godoy, y la llegada del tren como gran propulsor socioeconómico y cultural de la región. Recuerda la construcción del Tanque de Agua para abastecer a las locomotoras a vapor, la edificación de la Estación de Ferrocarril, el establecimiento de las colonias ferroviarias, el diseño del pueblo, las obras de riego a través de la construcción y puesta en marcha del canal principal. Posteriormente la construcción de la Comisaría, la etapa de evangelización, de escolarización, la llega del Correo y la creación del Club Social y Deportivo   Godoy. También referencia el aporte que implicó a la sociedad godoyense, la presencia de los Bomberos Voluntarios, de la Biblioteca 20 de junio, y del Juzgado de Paz. Se trata de un libro indispensable para conocer el esfuerzo y trabajo incansable de todo un pueblo, clave para la valoración y el registro de los hechos significativos que marcaron el origen de muchas familias y tradiciones en la región. El autor formó parte de la Comisión que trabajó en la organización de los 100 años, imponiéndose como desafío poder reflejar los hechos ocurridos o parte de los mismos, durante esta etapa, ya que, al haber trabajado en la Municipalidad por 47 años, obtuvo mucha información, y contacto con personas que hacían el día a día, y que, sin darse cuenta, iban escribiendo la historia. De tal manera pudo recopilar información, juntar datos, comparar, clasificar y compilar.    Surge de sus libros que la comunidad godoyense decidió establecer la fecha de fundación, fue así que el 7 de marzo de 1978 el entonces Intendente Raúl Blázquez, convocó a la formación de una Comisión, la que tenía como objetivo recabar la mayor documentación fehaciente sobre la fecha de fundación de la localidad. Se debía dictaminar al respecto elevando al Intendente la documentación y las conclusiones, las que a su vez serían elevadas al Gobierno Provincial para que dictamine al respecto. Cabe resaltar que, fue un largo proceso hasta que, finalmente a fecha de fundación de Godoy fue establecida para el día l 14 de marzo de 1923. A su vez, un 14 de marzo de 1982 la comunidad de General Enrique Godoy pudo festejar por primera vez su aniversario y fue en esa ocasión el cumpleaños número 59. Es por ello que en atención a las vísperas de un nuevo aniversario de la Localidad de Gral. E. Godoy, entendemos que la declaración de interés provincial del Libro de Juan Celedonio Joubert, será un importante aporte sobre el conocimiento, evolución y crecimiento de la ciudad de Gral. E. Godoy, para toda la región y su gente. Además consideramos que este libro es una herramienta que conserva y pone en valor la cultura inherente a General Enrique Godoy y, que la memoria histórica del pueblo, se ha construido por la tradición oral, por la recreaciones históricas y por la memoria escrita a través de los libros. Por lo expuesto solicitamos a los legisladores provinciales vuestro acompañamiento. “La conservación del patrimonio intangible puede consistir, simplemente, en hacer un esfuerzo por recordar y transmitir historias y tradiciones a las personas más jóvenes, preservando su forma intangible, pero al mismo tiempo vivas”         
Por ello; Autores: Luis A. Ivancich, Daniel R. Belloso, Pedro C. Dantas, Ana I. Marks y Leandro G. García.        
LA LEGISLATURA DE LA PROVINCIA DE RIO NEGRO SANCIONA CON FUERZA DE L E Y Artículo 1.º- Se declara de interés provincial el libro "PROTAGONISTAS" de Juan Celedonio Joubert- Editorial Yzur. Artículo 2.º- El Consejo Provincial de Educación, debe disponer la utilización de dicho texto como libro de consulta en todos los establecimientos primarios de la localidad de Gral. E. Godoy, garantizando la distribución de ejemplares para cada uno de ellos. Artículo 3.º- De forma.        
Los cuatro libros pueden encontrarse en el Municipio de Gral. Enrique Godoy. Está ubicado en San Martín y Belgrano, Te. 0298 4480285- el código postal de la localidad es 8336. o cel. 2984 366420-

## Toponimia
- En homenaje al General expedicionario del desierto Enrique Godoy. El topónimo anterior era "km 1.113", también llamado por los lugareños: el 113 o simplemente el 13 puesto que desde el punto cero del ferrocarril General Roca en Buenos Aires hasta la estación del ferrocarril de Godoy esa es la distancia por riel del FFCC.

La Estación del FFCC. se habilitó en 1924.

## Festival Nacional Patagónico de Folclore “Mirando al Sur”
- La Academia Municipal de Folclore Suyai, realiza el festival en el polideportivo cada año en la primera semana de las vacaciones escolares de invierno.
- En el año 2008. la edición XIV del festival folclórico convocó a más de 1300 participantes en todas las categorías. Se llevó a cabo los días 18-19 y 20 de julio, 61 delegaciones provenientes de distintos puntos del país se dieron cita para realzar con éxito esta fiesta de la danza folclórica.Los jurados de primer nivel naicional para esta XIV edición fueron, en danzas, Claudio Islas, José y Marcos Quiroga.

### Músicos locales
Alberto Muñoz "El Rionegrino". "Pelusa Vera"- Juan Colicheo. Pablo Joubert. Natalia Joubert.Pablo Vecchi. Mariano Muñoz. Santiago Garrido. Rody Jurado. Aldo "goro" Jurado, "Wichi Currumil". Juanjo Zwenger. Juanjo González. Guillermo Ezequiel Bascur. Dúo Riquelme - Campos. Dúo Zapata - Riquelme. Jonathan González. Leandro Maldonado. Jesús Gómez. Martín Mieres (Preludio). Nicolás Vejar.
Trío Colicheo. Jeremías y abygail vertúa hijos de Natalia joubert.
Paso por la movida musical mariano Alberti músico de Zárate radicado varios años en Godoy.

## Educación Pública
- Jardín de Infantes N.º 24. Huiliches.
- Escuela Primaria N.º 70. " Doctor Julio Rey Pastor.
- Escuela Primaria N.º 302-. " Isaac Garrido".
- ESRN N.º 56 (secundario diurno)
- CEM 49 (secundario Nocturno).
- Escuela para adultos. Funciona en el edificio de la Esc. Primaria n.º 302
- Posee biblioteca popular, denominada "20 de Junio".

## Salud Pública
- Es atendida por un centro de salud, que realiza las atenciones primarias y que depende del Hospital Área Programática de Villa Regina.

## Obras de infraestructura de la localidad
- Posee los servicios de agua potable en toda la zona urbana, barrios, zona industrial y en algunas chacras. En el año 2009 se hizo recambio de cañerías de un 50% de la red existente.
- Posee el servicio de energía eléctrica en todo el ejido.
- Cloacas, el 60% de la población cuenta con este servicio.
- Gas natural el 90 % de la población urbana tiene este beneficio. También cuenta con este servicio el 30% de la zona rural.
- Año 2009 se inauguraron 15 cuadras de pavimento, con cordón cuneta. badenes y desagües pluviales. Calles: Belgrano. Della Schiava. Yrigoyen y Pasteur.
- En los terrenos adquiridos a FFCC lado norte de las vías el Municipio construyó plazoletas. Espacios verdes. Zona de senderismo. Lugares de descanso. Arboledas. Existe también una zona con juegos para niños. Todo el predio cuenta con iluminación y riego por aspersión automatizado. Dentro del espacio adquirido a FFCC se encuentra la Plaza de la Juventud. Se terminó de construir allí un anfiteatro con un escenario para realizar espectáculos al aire libre. Especialistas en paisajismo han realizado la forestación del lugar transformándolo, de aquel viejo salitral, en un espacio confortable y para disfrutar.

El 14 de marzo de 2010 el municipio dejó inaugurado la sede de la Academia de Folklore SUYAI. El mismo está situado en el antiguo "Galpón de chapas" del ferrocarril. Fueron adecuadas las instalaciones para que funcione esta academia que dicta clases a niños, jóvenes y personas mayores. El lugar cuenta con cocina, salón de ensayo y sanitarios. También contiguo al lugar se encuentra un "patio" adecuado para que los concurrentes puedan disfrutar actividades al aire libre.
También el 14 de marzo con motivo de la celebración del 87 aniversario quedó inaugurado el nuevo escenario del polideportivo municipal. Tiene 15 m de frente por 12 m de fondo.
El escenario del Polideportivo Municipal lleva el nombre de Miguel Cesareo Mendinueta, un reconocido hombre ligado al quehacer cultural y deportivo de la localidad.